# Fotbal Fulnek
Fotbal Fulnek je český fotbalový klub z města Fulnek na moravsko-slezském pomezí, který byl založen roku 1946. Od sezony 2022/23 mužstvo dospělých nepůsobí v žádné ze soutěží FAČR.

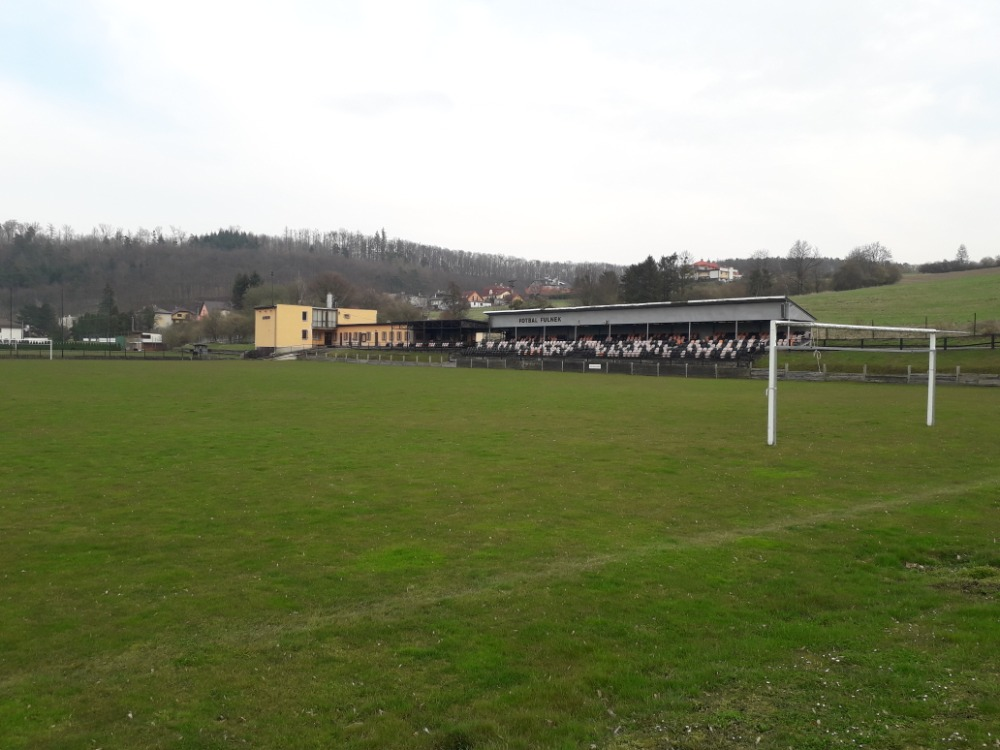
Stadion Fulnek

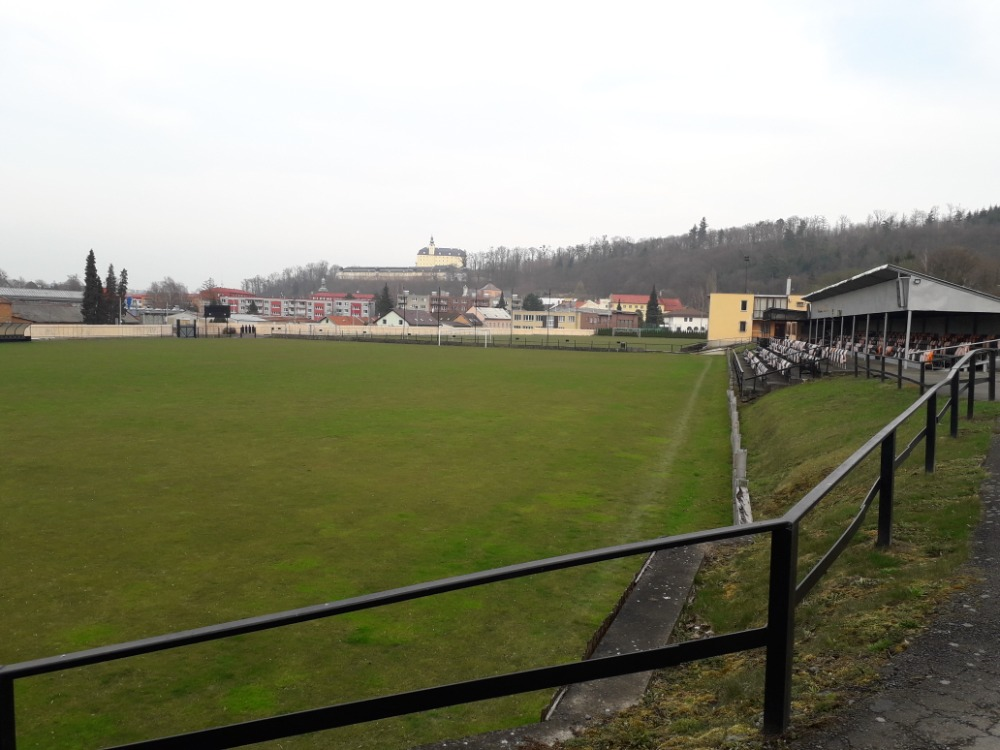
Stadion ve Fulneku

K největším úspěchům patří série čtyř postupů, která byla završena vítězstvím v MSFL 2006/07. Vrcholem však byla účast ve dvou ročnících 2. nejvyšší soutěže v sezonách 2007/08 a 2008/09.

## Historické názvy
- 196? – TJ ROMO Fulnek (Tělovýchovná jednota Rozhlasové montáže Fulnek)
- Fotbal Fulnek

## Nedávná historie
V roce 2002 Fulnek sestoupil do I. A třídy a s klubem to vypadalo špatně. Majitelem se stal podnikatel Roman Mroček, který klub pozvedl a během několika sezón klub vystoupal až do 2. ligy. Za klub hráli mnozí bývalí prvoligoví hráči, jako třeba Radek Slončík, Michal Kovář nebo Tomáš Vajda. V zimní přestávce se však v důsledku ekonomické krize majitel rozhodl, že do fotbalu již nebude dávat tolik prostředků a klub většinu svých nejlepších hráčů prodal, nebo zapůjčil do jiných klubů. Klub v jarní části sezóny 2008/09 všechny své zápasy prohrál, dosáhl skóre 3:46 a sestoupil do MSFL 2009/10.
Po odhlášení z MSFL 2009/10 začínal klub znova od nejnižší soutěže. Vrcholem byl postup v roce 2019 do Přeboru Moravskoslezského kraje. Fulnek v této soutěži přečkal 2 sezony poznamenané pandemii covidu-19 a v následující sezoně 2021/22 se po podzimní části odhlásil. Oficiálním důvodem byl nedostatek hráčů pro další kola.

## Umístění v jednotlivých sezónách
Legenda: Z - zápasy, V - výhry, R - remízy, P - porážky, VG - vstřelené góly, OG - obdržené góly, +/- - rozdíl skóre, B - body, červené podbarvení - sestup, zelené podbarvení - postup, fialové podbarvení - mimořádný postup, reorganizace, změna skupiny či soutěže
| Československo (1963 – 1993) |                                            |        |                                                          |                                                          |                                                          |                                                          |                                                          |                                                          |                                                          |                                                          |        |
| Sezóny                       | Liga                                       | Úroveň | Z                                                        | V                                                        | R                                                        | P                                                        | VG                                                       | OG                                                       | +/-                                                      | B                                                        | Pozice |
| 1963/64                      | I. B třída Severomoravského kraje – sk. C  | 5      | 22                                                       | 5                                                        | 8                                                        | 9                                                        | 34                                                       | 40                                                       | −6                                                       | 18                                                       | 9.     |
| 1964/65                      | I. B třída Severomoravského kraje – sk. C  | 5      | 22                                                       | 5                                                        | 8                                                        | 9                                                        | 40                                                       | 39                                                       | +1                                                       | 18                                                       | 8.     |
| 1965/66                      | I. B třída Severomoravské oblasti – sk. C  | 6      | 22                                                       | 8                                                        | 6                                                        | 8                                                        | 29                                                       | 33                                                       | −4                                                       | 22                                                       | 4.     |
| 1966/67                      | I. B třída Severomoravské oblasti – sk. C  | 6      | 22                                                       | 10                                                       | 3                                                        | 9                                                        | 43                                                       | 35                                                       | +8                                                       | 23                                                       | 5.     |
| ...                          |                                            |        |                                                          |                                                          |                                                          |                                                          |                                                          |                                                          |                                                          |                                                          |        |
| 1980/81                      | I. B třída Severomoravského kraje – sk. ?  | 6      | 26                                                       | 11                                                       | 5                                                        | 10                                                       | 39                                                       | 44                                                       | −5                                                       | 27                                                       | 5.     |
| ...                          |                                            |        |                                                          |                                                          |                                                          |                                                          |                                                          |                                                          |                                                          |                                                          |        |
| 1992/93                      | I. B třída Slezské župy – sk. A            | 7      | 26                                                       | 8                                                        | 7                                                        | 11                                                       | 47                                                       | 49                                                       | −2                                                       | 23                                                       | 8.     |
| Česko (1993 – )              |                                            |        |                                                          |                                                          |                                                          |                                                          |                                                          |                                                          |                                                          |                                                          |        |
| Sezóna                       | Liga                                       | Úroveň | Z                                                        | V                                                        | R                                                        | P                                                        | VG                                                       | OG                                                       | +/-                                                      | B                                                        | Pozice |
| 1993/94                      | I. B třída Slezské župy – sk. A            | 7      | 26                                                       | 20                                                       | 4                                                        | 2                                                        | 74                                                       | 17                                                       | +57                                                      | 44                                                       | 1.     |
| 1994/95                      | I. A třída Slezské župy – sk. B            | 6      | 26                                                       | 13                                                       | 5                                                        | 8                                                        | 43                                                       | 40                                                       | +3                                                       | 44                                                       | 4.     |
| 1995/96                      | I. A třída Slezské župy – sk. B            | 6      | 26                                                       | 20                                                       | 0                                                        | 6                                                        | 58                                                       | 32                                                       | +26                                                      | 60                                                       | 2.     |
| 1996/97                      | I. A třída Slezské župy – sk. B            | 6      | 26                                                       | 18                                                       | 6                                                        | 2                                                        | 59                                                       | 21                                                       | +38                                                      | 60                                                       | 1.     |
| 1997/98                      | Slezský župní přebor                       | 5      | 30                                                       | 11                                                       | 9                                                        | 10                                                       | 46                                                       | 46                                                       | 0                                                        | 42                                                       | 7.     |
| 1998/99                      | Slezský župní přebor                       | 5      | 30                                                       | 9                                                        | 8                                                        | 13                                                       | 32                                                       | 43                                                       | −11                                                      | 35                                                       | 11.    |
| 1999/00                      | Slezský župní přebor                       | 5      | 30                                                       | 19                                                       | 3                                                        | 8                                                        | 61                                                       | 45                                                       | +16                                                      | 60                                                       | 4.     |
| 2000/01                      | Slezský župní přebor                       | 5      | 30                                                       | 8                                                        | 8                                                        | 14                                                       | 51                                                       | 62                                                       | −11                                                      | 32                                                       | 14.    |
| 2001/02                      | Slezský župní přebor                       | 5      | 30                                                       | 8                                                        | 1                                                        | 21                                                       | 33                                                       | 64                                                       | −31                                                      | 25                                                       | 16.    |
| 2002/03                      | I. A třída Moravskoslezského kraje – sk. B | 6      | 26                                                       | 13                                                       | 5                                                        | 8                                                        | 62                                                       | 41                                                       | +21                                                      | 44                                                       | 3.     |
| 2003/04                      | I. A třída Moravskoslezského kraje – sk. B | 6      | 26                                                       | 24                                                       | 2                                                        | 0                                                        | 82                                                       | 17                                                       | +65                                                      | 74                                                       | 1.     |
| 2004/05                      | Přebor Moravskoslezského kraje             | 5      | 30                                                       | 23                                                       | 5                                                        | 2                                                        | 76                                                       | 31                                                       | +45                                                      | 74                                                       | 1.     |
| 2005/06                      | Divize E                                   | 4      | 30                                                       | 23                                                       | 6                                                        | 1                                                        | 77                                                       | 23                                                       | +54                                                      | 75                                                       | 1.     |
| 2006/07                      | Moravskoslezská fotbalová liga             | 3      | 30                                                       | 20                                                       | 5                                                        | 5                                                        | 65                                                       | 30                                                       | +35                                                      | 65                                                       | 1.     |
| 2007/08                      | 2. liga                                    | 2      | 30                                                       | 12                                                       | 11                                                       | 7                                                        | 36                                                       | 36                                                       | 0                                                        | 47                                                       | 6.     |
| 2008/09                      | 2. liga                                    | 2      | 30                                                       | 1                                                        | 6                                                        | 23                                                       | 17                                                       | 72                                                       | −55                                                      | 9                                                        | 16.    |
| 2009/10                      | Moravskoslezská fotbalová liga             | 3      | Klub ze soutěže odstoupil, jeho výsledky byly anulovány. | Klub ze soutěže odstoupil, jeho výsledky byly anulovány. | Klub ze soutěže odstoupil, jeho výsledky byly anulovány. | Klub ze soutěže odstoupil, jeho výsledky byly anulovány. | Klub ze soutěže odstoupil, jeho výsledky byly anulovány. | Klub ze soutěže odstoupil, jeho výsledky byly anulovány. | Klub ze soutěže odstoupil, jeho výsledky byly anulovány. | Klub ze soutěže odstoupil, jeho výsledky byly anulovány. | 16.    |
| 2010/11                      | Základní třída Novojičínska – sk. B        | 10     | 22                                                       | 22                                                       | 0                                                        | 0                                                        | 122                                                      | 11                                                       | +111                                                     | 66                                                       | 1.     |
| 2011/12                      | Okresní soutěž Novojičínska                | 9      | 22                                                       | 16                                                       | 3                                                        | 3                                                        | 87                                                       | 17                                                       | +70                                                      | 51                                                       | 1.     |
| 2012/13                      | Okresní přebor Novojičínska                | 8      | 26                                                       | 13                                                       | 4                                                        | 9                                                        | 67                                                       | 42                                                       | +25                                                      | 43                                                       | 4.     |
| 2013/14                      | Okresní přebor Novojičínska                | 8      | 26                                                       | 15                                                       | 2                                                        | 9                                                        | 71                                                       | 43                                                       | +28                                                      | 47                                                       | 3.     |
| 2014/15                      | Okresní přebor Novojičínska                | 8      | 26                                                       | 15                                                       | 0 / 3                                                    | 8                                                        | 76                                                       | 39                                                       | +37                                                      | 48                                                       | 4.     |
| 2015/16                      | Okresní přebor Novojičínska                | 8      | 26                                                       | 19                                                       | 3 / 0                                                    | 4                                                        | 76                                                       | 21                                                       | +55                                                      | 63                                                       | 1.     |
| 2016/17                      | I. B třída Moravskoslezského kraje – sk. D | 7      | 26                                                       | 12                                                       | 4                                                        | 10                                                       | 62                                                       | 48                                                       | +14                                                      | 40                                                       | 8.     |
| 2017/18                      | I. B třída Moravskoslezského kraje – sk. D | 7      | 26                                                       | 25                                                       | 1                                                        | 0                                                        | 101                                                      | 12                                                       | +89                                                      | 76                                                       | 1.     |
| 2018/19                      | I. A třída Moravskoslezského kraje – sk. A | 6      | 26                                                       | 16                                                       | 4                                                        | 4                                                        | 56                                                       | 24                                                       | +32                                                      | 52                                                       | 2.     |
| ** 2019/20                   | Přebor Moravskoslezského kraje             | 5      | 15                                                       | 10                                                       | 0                                                        | 5                                                        | 41                                                       | 23                                                       |                                                          | 30                                                       | 3.     |
| 2020/21 **                   | Přebor Moravskoslezského kraje             | 5      | 11                                                       | 6                                                        | 2                                                        | 3                                                        | 22                                                       | 19                                                       |                                                          | 20                                                       | 6.     |
| 2021/22                      | Přebor Moravskoslezského kraje             | 5      | Klub ze soutěže odstoupil, jeho výsledky byly anulovány. | Klub ze soutěže odstoupil, jeho výsledky byly anulovány. | Klub ze soutěže odstoupil, jeho výsledky byly anulovány. | Klub ze soutěže odstoupil, jeho výsledky byly anulovány. | Klub ze soutěže odstoupil, jeho výsledky byly anulovány. | Klub ze soutěže odstoupil, jeho výsledky byly anulovány. | Klub ze soutěže odstoupil, jeho výsledky byly anulovány. | Klub ze soutěže odstoupil, jeho výsledky byly anulovány. | 16.    |

Poznámky:
- 1980/81: Po sezoně proběhla reorganizace nižších soutěží
- Od ročníku 2014/15 včetně se hraje v Novojičínském okresu tímto způsobem: Pokud zápas skončí nerozhodně, kope se penaltový rozstřel. Jeho vítěz bere 2 body, poražený pak jeden bod. Za výhru po 90 minutách jsou 3 body, za prohru po 90 minutách není žádný bod.
- V sezóně 2018/19 postoupil také vítězný tým TJ Sokol Kobeřice.

**= sezona předčasně ukončena v dubnu 2020 z důvodu pandemie covidu-19.

## Fotbal Fulnek „B“
Fotbal Fulnek „B“ byl rezervním týmem Fulneku. Naposled působil v sezoně 2009/10 ve III. třídě Novojičínska (2. nejnižší soutěž)

### Umístění v jednotlivých sezonách
Legenda: Z – zápasy, V – výhry, R – remízy, P – porážky, VG – vstřelené góly, OG – obdržené góly, +/− – rozdíl skóre, B – body, červené podbarvení – sestup, zelené podbarvení – postup, fialové podbarvení – mimořádný postup, reorganizace, změna skupiny či soutěže
| Česko (2001 – 2010) |                                            |        |    |    |   |    |     |    |      |    |        |
| Sezóny              | Liga                                       | Úroveň | Z  | V  | R | P  | VG  | OG | +/−  | B  | Pozice |
| 2001/02             | Okresní přebor Novojičínska                | 8      | 26 | 9  | 3 | 14 | 42  | 53 | −11  | 30 | 10.    |
| 2002/03             | Okresní přebor Novojičínska                | 8      | 26 | 12 | 5 | 9  | 51  | 43 | +8   | 41 | 6.     |
| 2003/04             | Okresní přebor Novojičínska                | 8      | 26 | 13 | 2 | 11 | 54  | 47 | +7   | 41 | 5.     |
| 2004/05             | Okresní přebor Novojičínska                | 8      | 26 | 9  | 8 | 9  | 63  | 44 | +19  | 35 | 5.     |
| 2005/06             | Okresní přebor Novojičínska                | 8      | 26 | 19 | 4 | 3  | 62  | 24 | +38  | 61 | 2.     |
| 2006/07             | Okresní přebor Novojičínska                | 8      | 26 | 24 | 1 | 1  | 132 | 15 | +117 | 73 | 1.     |
| 2007/08             | I. B třída Moravskoslezského kraje – sk. D | 7      | 26 | 24 | 1 | 1  | 95  | 15 | +80  | 73 | 1.     |
| 2008/09             | I. A třída Moravskoslezského kraje – sk. A | 6      | 26 | 10 | 3 | 13 | 48  | 47 | +1   | 33 | 9.     |
| 2009/10             | Okresní soutěž Novojičínska                | 9      | 20 | 9  | 2 | 9  | 41  | 34 | +7   | 29 | 5.     |

Poznámky:
- 2008/09: „B“ mužstvo bylo po sezoně přihlášeno o 3 soutěže níže.

## Fotbal Fulnek „C“
Fotbal Fulnek „C“ byl druhým rezervním týmem Fulneku. Naposled působil v sezoně 2008/09 ve III. třídě Novojičínska (9. nejvyšší soutěž).

### Umístění v jednotlivých sezonách
Legenda: Z - zápasy, V - výhry, R - remízy, P - porážky, VG - vstřelené góly, OG - obdržené góly, +/- - rozdíl skóre, B - body, červené podbarvení - sestup, zelené podbarvení - postup, fialové podbarvení - mimořádný postup, reorganizace, změna skupiny či soutěže
| Česko (2002 – 2009) |                                     |        |    |    |   |   |    |    |     |    |        |
| Sezóny              | Liga                                | Úroveň | Z  | V  | R | P | VG | OG | +/- | B  | Pozice |
| 2002/03             | IV. třída okresu Nový Jičín – sk. B | 10     | 18 | 12 | 2 | 4 | 38 | 24 | +14 | 38 | 3.     |
| 2003/04             | IV. třída okresu Nový Jičín – sk. B | 10     | 16 | 12 | 1 | 3 | 43 | 21 | +22 | 37 | 1.     |
| 2004/05             | IV. třída okresu Nový Jičín – sk. B | 10     | 22 | 11 | 3 | 8 | 54 | 38 | +16 | 36 | 5.     |
| 2005/06             | IV. třída okresu Nový Jičín – sk. B | 10     | 18 | 9  | 4 | 5 | 54 | 44 | +10 | 31 | 3.     |
| 2006/07             | IV. třída okresu Nový Jičín – sk. B | 10     | 18 | 13 | 4 | 1 | 72 | 28 | +44 | 43 | 1.     |
| 2007/08             | Okresní soutěž Novojičínska         | 9      | 22 | 13 | 5 | 4 | 52 | 34 | +18 | 44 | 1.     |
| 2008/09             | Okresní soutěž Novojičínska         | 9      | 22 | 11 | 3 | 8 | 46 | 42 | +4  | 36 | 3.     |